# 多門·洛貝克
多門·洛貝克（1985年3月6日—），斯洛文尼亞籃球運動員，現在效力於土耳其籃球聯賽加濟安泰普。他在場上的位置是得分後衛和小前鋒。他也代表斯洛文尼亞國家籃球隊參賽。他在場上的主要位置上得分後衛，但也可以勝任小前鋒角色。他是埃拉澤姆·洛貝克的弟弟。